# 小池匠
小池 匠（こいけ たくみ、1994年9月1日 - ）は、日本の映画監督。長野県出身。

## 来歴・人物
桜美林大学芸術文化学群にて映画制作を学び、卒業後は商業映画やドラマにて助監督を経験。近年では映画を中心にドラマ、MV、広告や舞台演出も手がける。
2021年、映画「消しかすの花」ではつんく♂が主催した第1回TOKYO青春映画祭にてグランプリ・最優秀主演男優賞（陣慶昭）を受賞するなど約20の映画祭にノミネート、11冠を達成する。
2022年、映画「夢が眠る場所」が田辺・弁慶映画祭入選。

## 監督作品

### 映画
- 「家族のつくりかた」（2016年）中川可菜　石原善暢　水木彩也子　他
- 「決まった？」（2019年）出演：中山求一郎、松田るか、野田美桜　他
- 「青森さんちの祝日」（2020年）出演：環菜美、山下信平、巴山祐樹　他
- 「消しかすの花」（2020年）出演：陣慶昭、松瀬吹蕗、巴山祐樹　他
※TOKYO青春映画祭グランプリ・最優秀主演男優賞受賞。京都国際映画祭優秀賞受賞。第8回八王子ShortFilm映画祭準グランプリ受賞。
- 「夢が眠る場所」（2021年）出演：志波景介、玲衣、谷啓吾、巴山祐樹　他
- 「ETERNOLUZ」（2022年）出演：宮本さやか、桜田ミレイ、山口森広、巴山祐樹、畠中祐　他
- 「サマークエスト」（2022年）出演：佐野菜々美、蒼野りかこ　他
- 「晴れときどき、雨ときどき」（2023年）出演：松田メイ、谷本ちひろ、國玉咲笑　他

### ドラマ
- 恋活（2022年/全5話、TOKYO MX）出演：丈太郎、高橋龍輝、古野美優、山口森広、増本庄一郎、河路由希子　他
- 大正解！まさと君（2022年/全6話、ニコニコ動画）出演：稲葉光、鈴木勝大、松井勇歩、杉江大志、健人　他
- マジカル戦隊リターンズ（2023年12月 - 2024年5月/全6話、スカパー!プレミアム）出演：THE+BETH、Village in Maier 他

## 助監督参加
- 『パンク侍、斬られて候』（石井岳龍）
- 『賭けグルイシリーズ』[1]（英勉）
- 『こんな夜更けにバナナかよ』（前田勉）
- 『ぐらんぶる』（英勉）
- 『映像研には手を出すな!』（英勉）
- 『片袖の魚』（東海林毅）
- 『はじめての映画』（大崎章）
- TOKYO MX『死神バーバー』（いまおかしんじ）